# Хосе Доносо
Хосé Мануéль Донóсо Я́ньєс (ісп. José Manuel Donoso Yáñez; 5 жовтня 1924, Сантьяго, Чилі — 7 грудня 1996, Сантьяго, Чилі) — чилійський письменник, педагог і журналіст, який був учасником так званого латиноамериканського «буму» 1960-х і 1970-х років. У 1990 році отримав Національну премію з літератури Чилі.

## Життєпис

### Сім'я
Народився у заможній родині, був старшим із трьох дітей лікаря Хосе Доносо Доносо (?-1979) та Алісії Яньєс Порталуппі (?-1975), племінниці журналіста Еліодоро Яньєса, засновник газети «Нація».
У 1961 році одружився з художницею та письменницею Марією Естер Серрано, відомою згодом під іменем Марія Пілар Доносо (1925-1997).

### Навчання та робота
Навчався в одній школі з Карлосом Фуентесом, з яким у майбутньому стануть друзями.
У 18 років залишає батьківський дім і вирушає на південь Чилі, де працює на вівчарських фермах. Перетинає всю Патагонію, згодом влаштовується на роботу в порту Буенос-Айреса.
У 1944 році Хосе Доносо вступає на англійську філологію до Педагогічного інституту Чилійського університету. Через два роки отримує стипендію на навчання в Принстонському університеті. У 1951 році захищає там дипломну роботу на тему «Елегантність розуму Джейн Остін. Інтерпретація її романів крізь призму ставлення героїнь».

### Перші твори
Перші два оповідання, «The blue woman» та «The poisoned pastries», Хосе Доносо публікує англійською мовою й у віці 26 років. Після закінчення університету подорожує до Мексики та Центральної Америки. У 1954 році повертається у Чилі, де отримує посаду викладача англійської літератури у Католицькому університеті Чилі.
Його перша книга — збірка оповідань «Veraneo y otros cuentos» («Літні канікули та інші оповідання») — з'явилася, коли Хосе Доносо мав 31 рік, і з нею він виграв премію міста Сантьяго. У 1957 році виходить друком його перший роман «Coronación» («Коронація»). Через вісім років переклад цього роману буде опублікований у США і його автор отримає Іберо-американську премію Фонду Вільяма Фолкнера. 

### Подорожі за кордон
У 1958 році Хосе Доносо відвідав Буенос-Айрес, а в 1960 році повернувся до Чилі. Того ж року він почав писати для журналу «Ercilla», куди надсилав свої репортажі з мандрівки Європою. Згодом він став редактором та літературним критиком цього видання. Пізніше також співпрацював з мексиканським журналом «Siempre».
У грудні 1964 року відвідує Мексику, куди запрошений на Третій симпозіум Міжамериканського фонду мистецтв. Хосе Доносо деякий час мешкає там в будинку Карлоса Фуентеса, але невдовзі переїжджає до США, де викладає літературну творчість в Університеті Айови і знайомиться із Сьюзен Зонтаґ, Джоном Ірвінгом тощо. У 1966 році Хосе Доносо публікує повість «El lugar sin límites» («Місце без меж»), яка вважається одним з найдосконаліших його творів і за сюжетом якої мексиканський режисер Артуро Ріпштейн зняв однойменний фільм. З 1967 по 1981 рік проживає в Іспанії, де підтримує дружні стосунки з Ґабріелем Ґарсією Маркесом, Маріо Варгасом Льйосою, Хуліо Кортасаром на іншими учасниками «буму».
«El obsceno pájaro de la noche» («Розпутний птах ночі»), 1970-ого року видання, вважається його найкращим, найскладнішим, і за словами Маріо Варгаса Льйоси, найамбітнішим романом. Письменник працював над ним вісім років, не один раз переписуючи заново, поки, як стверджував згодом сам автор, епізод шизофренії, викликаний алергією на морфій під час видалення виразки, не дозволив йому знайти правильну форму. «Розпутний птах ночі» фігурує у «Західному каноні» Гаролда Блума. У 2021 році український переклад роману, виконаний Олексієм Шендриком, був опублікований у видавництві «Компác».
Вигнання
Хоча Хосе Доносо покинув свою країну ще до 1973 року, вважається, що після військового перевороту він перебував в Іспанії у вигнанні.  
У романі «Casa de campo» («Дім у селі»), який побачив світ у 1978 році, літературознавці вбачають критику диктаторського режиму в Чилі.

### Повернення до Чилі та останні роки життя
Після повернення до Чилі в 1981 році Хосе Доносо створив літературну майстерню, через яку пройшло чимало молодих чилійських письменників.

У 1990 році, того ж року, коли він отримав Національну премію з літератури, Доносо став членом Чилійської академії мови.
Він продовжував друкуватися, хоча нові його книги не мали попереднього успіху.  
Помер Хосе Доносо у своєму будинку в столиці Чилі 7 грудня 1996 року. На смертному одрі він, як повідомляється, попросив почитати вірші зі збірки «Altazor» чилійського поета Вісенте Уйдобро. 
Посмертно вийшли друком ще не одна книга письменника.

## Після смерті
У 2010 році була опублікована своєрідна біографія Хосе Доносо «Correr el tupido velo» («Опустити важку завісу») авторства його пройомної доньки, Пілар Доносо. У цій книзі авторка наводить чимало уривків зі щоденників Хосе Доносо і його дружини, а також ділиться з читачем особистими деталями з історії сімейства Доносо. У 2011 році Пілар Доносо покінчила життя самогубством.

## Творчість

### Оповідання
- англ. «The Blue Woman» (1950)
- англ. «The Poisoned Pastries» (англ., 1951)
- ісп. «China» (1954)
- збірка ісп. «Veraneo y otros cuentos» (1955)
- збірка ісп. «El charleston» (1960)
- Найкращі оповідання Хосе Доносо (1966), перевидані згодом як Оповідання (1971; 1998).

### Романи і повісті
- ісп. «Coronación» (1957)
- ісп. «Este domingo» (1966)
- ісп. «El lugar sin límites» (1966)
- ісп. «El obsceno pájaro de la noche» (1970) / укр. «Розпутний птах ночі» (пер.  Олексія Шендрика, Видавництво «Компác», 2021)
- ісп. «Tres novelitas burguesas» (1973): повісті
- ісп. «Casa de campo» (1978)
- ісп. «La misteriosa desaparición de la marquesita de Loria» (1980)
- ісп. «El jardín de al lado» (1981)
- ісп. «Cuatro para Delfina» (1982): повісті
- ісп. «La desesperanza» (1986)
- ісп. «Taratuta/Naturaleza muerta con cachimba» (1990)
- ісп. «Donde van a morir los elefantes» (1995)
- ісп. «El Mocho» (посмертно, 1997)
- ісп. «Lagartija sin cola» (посмертно, 2007).

### Спогади
- ісп. «Historia personal del boom» (1972; 1982; 2021)
- ісп. «Conjeturas sobre la memoria de mi tribu» (1996).

### Поезія
- Збірка ісп. «Poemas de un novelista» (1981).

### Збірники статей та інших праць
- ісп. «Artículos de incierta necesidad» (1998)
- ісп. «El escribidor intruso. Artículos, crónicas y entrevistas» (2004)
- ісп. «Diarios, ensayos, crónicas. La cocina de la escritura» (2009).

### Щоденники
- ісп. «Diarios tempranos. Donoso in progress, 1950-1965» (2016).

### Театр
- ісп. «Sueños de mala muerte» (1985): за мотивами однойменної повісті.

### Сценарії
- ісп. «Historia de un Roble solo» (1982), реж. Сільвіо Кайоцці
- ісп. «La Luna en el espejo» (1990), написаний у співавторстві з Сільвіо Кайоцці.

## Нагороди та відзнаки
- Муніципальна премія з літератури м. Сантьяго, 1956, категорія: Оповідання, за збірку «Veraneo y otros cuentos»
- Премія «Педро де Онья», 1969 (Іспанія)
- Премія «Критика іспанського наративу», 1978 року за роман «Casa de campo»
- Кавалер Ордена Мистецтв і літератури, 1986 (Франція)
- Командор Ордена Альфонсо X Мудрого, 1987 (Іспанія)
- Національна премія Чилі з літератури, 1990
- Особлива відзнака журі Премії «Монделло», 1990 (Італія)
- Премія «Intar Golden Palm Award», 1991, за весь творчий доробок (Нью-Йорк)
- Муніципальна премія з літератури м. Сантьяго, 1991 року, категорія: Театр, розділяє нагороду з Карлосом Сердою за «Este domingo», сценічну адаптацію однойменного роману
- Орден за освітні та культурні заслуги «Ґабріела Містраль» зі ступенем Великого офіцера, 1994 (Чилі)
- Кавалер Великого Хреста Ордена Громадянських заслуг, 1994, (Іспанія).

## Екранізації
- «Coronación»  (1976), мексиканський фільм режисера Серхіо Ольховича. Перша екранізація однойменного роману.
- «El lugar sin límites» (1978), мексиканський фільм режисера Артуро Ріпштейна за мотивами однойменного роману.
- «Coronación» (2000), чилійський фільм режисера Сільвіо Кайоцці. Друга екранізація роману.
- «Cachimba» (2004), чилійський фільм режисера Сільвіо Кайоцці за короткою повістю «Taratuta/Naturaleza muerta con cachimba».
- «Casa de campo» (2017), чилійський серіал режисера Естебана Ларраїна за мотивами однойменного роману.

#### Інші проєкти екранізацій
- Відомо, що під час свого перебування в Каласейте (Іспанія) Доносо підтримував зв'язок із відомим іспанським режисером Луїсом Бунюелем, який був зацікавлений в екранізації «Розпутного птаха ночі». [15]
- Ентоні Квінн викупив права на «Casa de campo», але фільм так і не був знятий.